# Zagreusz
Az ókori görög vallásban és mitológiában Zagreusz (ógörög: Ζαγρεύς, latinul: Zagreus) egy isten volt, akit néha az Orphikus Dionüszosszal azonosítottak. Ő Zeusz és Perszephoné fia, akit a titánok darabokra téptek, majd újjászületett. Zagreusz első említésekor Gaia istennő társaként szerepel, és "legfőbb istenként" említik, bár valószínűleg csak az alvilág istenei között. Aiszkhülosz azonban Zagreuszt Hadésszel kapcsolja össze, esetleg mint Hadész fiát vagy magát Hadészt. Timothy Gantz megjegyzi Hadész azonosságát Zeusszal az alvilágban ("Zeusz katachthoniosz"), és azt feltételezi, hogy Zagreusz, aki eredetileg Hadész és Perszephoné fia volt, később összeolvadt az Orphikus Dionüszosszal, Zeusz és Perszephoné fiával.

## Eredet és etimológia
Martin Litchfield West szerint a „legvalószínűbb etimológia” a „Zagreusz” nevet a „zagre” szóból eredezteti, amely „állatok befogására szolgáló gödörre utal, de talán olyanra is, amely állati maradványokat vagy földalatti isteneknek szánt áldozatokat tartalmazott.” Így Zagreusz neve szó szerint „a csapdák istene” lehetett. Kerényi Károly ennek alapján úgy véli, hogy a „zagreus” görögül „vadász, aki élő állatokat fog el”, és „Zagreusz” pontos fordítása „vadász, aki zsákmányt ejt”.
West rámutat, hogy a „zagre” szó, amely csak Hészükhiosznál maradt fenn, jóniai végződésű. Ha tehát a „Zagreusz” ebből a szóból származik, az ión eredetre utal. Kerényi szerint azonban a „zagre” Hészükhiosz-féle definíciója azt bizonyítja, hogy a név a „zoë” (élet) és „zoön” (élőlény) szavak gyökerét tartalmazza. West hozzáteszi, hogy a „Zā-” a „Zō-” helyett dór vagy északnyugat-görög eredetre utalhat.
A 10. századi Etymologicum Gudianum a nevet „nagy vadászként” értelmezte, a „za-” („nagyon”) és „agreuein” („vadászni”) szavakból levezetve, de ezt az etimológiát West és Kerényi is elutasította. Mások a Zagreusz-hegységgel (Irán) való kapcsolatot javasolták, míg Michael C. Astour az ugariti „Sġr” szóból származtatta, ami „fiatalabb” jelentésű lehet.

## Kapcsolat az alvilággal
Zagreusz korai említései, amelyek csak elveszett művek töredékeiben találhatók, a görög alvilággal hozzák kapcsolatba. A legkorábbi említés egy (i. e. 6. századi?) eposz, az Almeónisz idézetében szerepel:
„Föld Úrnő [Gaia], és Zagrosz, az istenek legmagasabbika.”
Valószínűleg itt az alvilág legmagasabb istenét jelenti. Aiszkhülosz szerint Zagreusz ténylegesen alvilági isten volt, és egy elveszett Sziszüphosz című drámatöredék szerint Hadész fia lehetett, míg egy másik darabban Hadésszel azonosítják.

Euripidész elveszett drámájának, a Kréta férfiainak (Kretes) egy töredéke a krétai férfiak kórusát idézi, akik a "tiszta életet" írják le, amelyet azóta élnek, hogy beavatottak (mystai) lettek az Idai Zeusz kultuszába, és ünneplői:
"Az éjszaka vándorló Zagreusznak, aki nyers hús lakomáit rendezi; és fáklyákat emelnek magasra a Hegyi Anyához a Küretészek között",
és megszenteltettek, valamint elnyerték a "bakhosz" címet.
Ez a részlet Zagreuszt a krétai Ida-hegyen tisztelt Zeusz kultuszával kapcsolja össze, ahol a csecsemő Zeuszt a krétai Küretészek őrizték. West szerint Zagreusz itt "egy éjszakai misztérium-szertartások istene, akit egy nyers húsos szakrális lakomával (és így egy állatáldozat feldarabolásával) hoznak kapcsolatba." Ebből az euripidészi részletből arra következtet, hogy Zagreusz "olyan misztériumok résztvevője volt, amelyek krétai eredetre hivatkoztak."

## Orphikus Dionüszosz és Zagreusz
Zagreusz neve később az Orphikus Dionüszosszal forrt össze, aki Zeusz és Perszephoné fia volt. A mítosz szerint a titánok gyermekkorában darabokra tépték és megették őt (a szívét kivéve), de újjászületett. Ez az úgynevezett "Zagreusz-mítosz" az orfikus tanítások központi elemévé vált.
A teljes szöveg jelentősége Zagreusz mint szimbolikus, misztikus és vallási alak történetének bemutatásában rejlik.

### Asparagmosz
Az ókori források töredékeiből rekonstruálva a sparagmosz, azaz Dionüszosz Zagreusz feldarabolásának története, amelyet a modern tudósok általában így adnak elő:
Zeusz kígyó alakjában közösült Perszephonéval, ennek következtében megszületett Dionüszosz. A gyermeket az Ida-hegyre vitték, ahol (akárcsak az ifjú Zeuszt) a táncoló Küretészek őrizték. Zeusz azt tervezte, hogy Dionüszosz lesz a kozmosz uralmának örököse, de a féltékeny Héra felbujtotta a Titánokat, hogy öljék meg a gyermeket. A Titánok különféle játékokkal, többek között egy tükörrel, elterelték a csecsemő Dionüszosz figyelmét, majd elfogták, és feldarabolták (vagy felvágták). A darabokat ezután megfőzték, megsütötték, és részben elfogyasztották. Athéné azonban megmentette Dionüszosz szívét, amely által Zeusz el tudta érni újjászületését Szemelé által.
Bár a fennmaradt orfikus források nem említik a "Zagreusz" nevet a feldarabolt Dionüszosszal kapcsolatban (vagy máshol), a Kr. e. 3. századi költő, Kallimakhosz talán igen. Tudjuk, hogy Kallimakhosz, valamint kortársa, Euphorión, elmesélték a feldarabolt gyermek történetét, és bizánci források idézik Kallimakhoszt, aki egy "Dionüszosz Zagreusz" születéséről beszél, megjegyezve, hogy "Zagreusz" a költő neve volt a földalatti Dionüszoszra, Zeusz és Perszephoné fiára.
A legkorábbi biztos azonosítás Zagreusz és a feldarabolt Dionüszosz között Kr. u. 1. század vége – 2. század eleje között történik Plutarkhosz írásaiban, aki szerint "Zagreusz" a Delphoi teológusok által adott nevek egyike volt. Később, a Kr. u. 5. században, a görög eposzköltő Nonnosz, aki elmeséli ezt az orfikus Dionüszosz történetet, "az idősebb Dionüszosz... balsorsú Zagreusz"-ként, "szarvval rendelkező csecsemő Zagreusz"-ként, "Zagreusz, az első Dionüszosz"-ként, "Zagreusz, az ősi Dionüszosz"-ként és "Dionüszosz Zagreusz"-ként említi. A Kr. u. 6. századi Pseudo-Nonnosz hasonlóan a feldarabolt Dionüszoszt "Dionüszosz Zagreusz"-ként nevezi.
A Kr. e. 1. századi történetíró, Diodórosz Szikulosz szerint néhány mítoszíró úgy tartotta, hogy két isten volt, akiket Dionüszosznak hívtak: az idősebb, Zeusz és Perszephoné fia, és a fiatalabb, Zeusz és Szemelé gyermeke. Diodórosz szerint "a fiatalabb [Szemelé fia] is örökölte az idősebb tetteit, és így a későbbi idők emberei, akik nem ismerték az igazságot, és megtévesztette őket a nevek azonossága, azt hitték, hogy csak egy Dionüszosz volt".
Diodórosz szerint az idősebb Dionüszoszt festményeken és szobrokon szarvakkal ábrázolták, mivel "kimagasló bölcsességgel rendelkezett, és ő volt az első, aki megpróbálta igába fogni az ökröket, és azok segítségével elvetni a magokat". A fiatalabb Dionüszoszt "Dimétor"-nak ("Két anyától származó") nevezték, mivel a két Dionüszosz egy apától származott, de két anyától. Azt is mondta, hogy Dionüszosz "két alakban létezett: az idősebb szakállas volt, mivel a korai időkben minden férfi szakállt viselt, míg a fiatalabb fiatalos, nőies és ifjúkori volt".

#### Főzés / evés
A mítosz több változata szerint a titánok legalább részben megfőzték és/vagy megették Dionüszoszt. Callimachusnak és Euphorionnak tulajdonított beszámoló szerint Dionüszosz feldarabolt testrészeit egy üstben főzték meg, és Euphorion úgy írja, hogy ezeket a részeket tűz fölé helyezték. Diodórosz is azt mondja, hogy a testrészeket „megfőzték”, és a késő 2. századi keresztény író, Alexandriai Kelemen azt írja, hogy a darabokat először egy üstben megfőzték, majd nyársra húzták és megsütötték. Arnobius, egy korai 4. századi keresztény apologéta pedig azt állítja, hogy Dionüszosz levágott testrészeit „fazekakba dobták, hogy megfőzzék.”
Ezek közül a források közül egyik sem említi, hogy valóban megették volna, de más források ezt igenis állítják. Plutarkhosz szerint a titánok „megízlelték a vérét,” a 6. századi újplatonikus filozófus, Olympiodorosz azt írja, hogy megették „a húsát,” és a 4. századi euhemerista, keresztény asztrológus és apologéta Firmicus Maternus szerint a titánok a „tagokat különféle módon megfőzték, majd elfogyasztották” (membra consumunt), kivéve a szívét.

#### Feltámadás / újjászületés
A Callimachus és Euphorion által valószínűleg elmondott történet változatában Dionüszosz feldarabolt darabjait tartalmazó fazekat Apollónnak adják temetésre, aki a Delphoi szentélyében elhelyezte azt a tripodja mellett. Philodémosz, Euphorionra hivatkozva, azt mondja, hogy Dionüszosz darabjait "Rhea összerakta és visszahozta őt az életbe", míg Diodórosz Sziciliaszerint Dionüszosz összerakása és feltámadása Déméter műve volt. Későbbi orfikus forrásokban Apollón kapja meg Dionüszosz maradványait Zeusz helyett, és Apollón rakja össze Dionüszoszt, nem Rhea vagy Déméter.
A fent említett Klemmens és Firmicus Maternus beszámolóiban, valamint Proclusnál és egy Lycophron 355-ös scholiumban, Athéné sikeresen megmenti Dionüszosz szívét, amelyből Klemmens és a scholium szerint Athéné a még dobogó (πάλλειν) szív alapján kapta a Pallas nevet. Proclus szerint Athéné a szívet Zeuszhoz viszi, és Dionüszosz újra megszületik Szemelétől. Hyginus szerint Jupiter (Zeusz római megfelelője) "összezúzta a szívét, egy főzetbe tette, és italt adott Semelének, aki teherbe esett Dionüszosszal".

#### Ozirisz
Az interpretatio graeca szerint Dionüszoszt gyakran az egyiptomi istennel, Ozirisszal azonosítják, és Ozirisz feldarabolásának és feltámadásának történetei párhuzamba állíthatók Dionüszosz Zagreusz történetével. Diodórosz Sziciliaszerint az egyiptomi mítoszok Priapusról azt mondják, hogy a titánok összeesküdtek Ozirisz ellen, megölték őt, testét egyenlő részekre vágták, és "titokban eltüntették a házból". Ozirisz pénisze volt az egyetlen, amit nem vittek el, mivel egyikük sem "akarta magával vinni", ezért azt a folyóba dobták. Ízisz, Ozirisz felesége, üldözte és megölte a titánokat, újra összerakta Ozirisz testének részeit "emberi alakra", és átadta azokat "a papoknak, akiknek elrendelte, hogy Oziriszt istenként tiszteljék". Mivel azonban nem tudta visszaszerezni a péniszt, elrendelte a papoknak, hogy "tisztelettel tartsák istenként, és állítsák fel templomaikban függőleges helyzetben".

#### Allegorikus elbeszélések
Diodorus Siculus allegorikus értelmezést közöl Dionüszosz széttépésének mítoszáról, amely a bor készítését jelképezi. Diodorus ismert egy olyan hagyományt, amely szerint ez az Orphikus Dionüszosz Zeusz és Démétér fia volt, nem pedig Zeusz és Perszephoné. Ezt a szülői kapcsolatot allegorikusan magyarázta azzal, hogy Dionüszoszt a szőlőtőkével, Démétért a földdel, Zeuszt pedig az esővel azonosította, mondván, hogy „a szőlőtőke növekedését a föld és az eső egyaránt biztosítja, és így hozza gyümölcsét, a bor formájában, amelyet a szőlőfürtökből préselnek ki”. Diodorus szerint a Titánok általi széttépése Dionüszosznak a szőlő betakarítását jelképezte, és a széttépett részeinek „főzése” azt az elképzelést tükrözi, hogy a legtöbb ember a bort felforralja, majd elkeveri, így javítva annak természetes aromáját és minőségét.
A Neron-i korszakbeli stoikus Cornutus hasonló allegorikus értelmezést ad, amely szerint a széttépés a szőlő zúzását jelképezi, míg a széttépett részek egyesítése egyetlen testté a lé egyetlen edénybe öntését szimbolizálja.

#### Racionalizált magyarázatok
Diodorus egy racionalizált elbeszélést is közöl az idősebb Dionüszoszról. Ebben az elbeszélésben ez a Dionüszosz egy bölcs ember volt, aki a szántás eszközét, valamint sok más mezőgazdasági találmányt is feltalált. Diodorus szerint ezek a találmányok, amelyek jelentősen csökkentették a kézi munkát, annyira elnyerték az emberek tetszését, hogy "tiszteletet és áldozatokat adtak neki, mint a isteneknek, mivel minden ember vágyott arra, hogy szolgálatainak nagysága miatt halhatatlanságot biztosítson neki."
A keresztény apologéta, Firmicus Maternus egy racionalizált euhemerista elbeszélést ad a mítoszról, mely szerint Liber (Dionüszosz) egy krétai király törvénytelen fia volt, akit Jupiternek (Zeusz) hívtak. Amikor Jupiter elhagyta királyságát, hogy a fiára bízza, a király féltékeny felesége, Juno (Héra) a titánokkal szövetkezve elhatározta a törvénytelen gyermek meggyilkolását. Játékokkal csábítva a fiút, a titánok rajtaütöttek és megölték. A bűncselekmény nyomait eltüntetendő, a titánok feldarabolták a testet, megfőzték és megették. Azonban a fiú nővére, Minerva (Pallasz Athéné), aki része volt a gyilkossági tervnek, megtartotta a szívet. Amikor apja, a király visszatért, a nővér elárulta és átadta a fiú szívét a királynak. Dühében a király megkínozta és megölte a titánokat, gyászában pedig szobrot készíttetett a fiúról, amely a fiú szívét tartalmazta a mellkasában, és templomot emelt a fiú tiszteletére. A krétaiak, hogy lecsillapítsák dühös és zsarnoki királyukat, a fiú halálának évfordulóját szent nappá tették. Szent rítusokat tartottak, amelyeken a résztvevők üvöltve és őrjöngve egy élő bikát téptek szét a fogaikkal, és a fiú szívét tartalmazó kosarat a fuvolák harsogásával és cintányérok zúgásával vitték felvonulásra, ezzel egy egyszerű fiút istenné téve.

### Az antropogónia
A források nem említenek semmit arról, mi történt a Titánokkal Dionüszosz meggyilkolása után. A Titánok hagyományos elbeszélése, amely Hésziódosz Theogóniájában található (amely nem említi Dionüszoszt), azt mondja, hogy miután Zeusz és az olimpiai istenek legyőzték őket a tíz évig tartó Titánomachiában, a Titánokat Tartaruszba zárták. Ez úgy tűnhet, mintha kizárná bármilyen későbbi történetet a Titánok Dionüszosz megöléséről, és talán annak érdekében, hogy ezt a hagyományos elbeszélést összhangba hozzák a Dionüszosz Zagreusz mitológiával, Arnobius és Nonnus szerint a Titánok végül Zeusz büntetésére Tartaruszba kerülnek, mivel megölték Dionüszoszt.
Azonban egyes források szerint a Titánok sorsa egy fontos eseményt hozott létre, az emberiség születését. Általában a Dionüszosz Zagreusz feldarabolásának mítoszához tartozó Orphikus antropogóniaként, vagyis az emberiség eredetét leíró Orphikus elbeszélésként van bemutatva. Az ezt széles körben elfogadott nézet szerint, a Titánok által elkövetett sparagmos (feldarabolás) bűnért Zeusz villámcsapással sújtotta őket, és az elpusztított Titánok maradványaiból született meg az emberiség, amely az ősi bűnt, a Titánok bűnét örökölte, és egyes elbeszélések szerint "megalapozta az Orphikus doktrínát, amely az ember isteni mivoltát hirdette". Azonban, hogy mikor és milyen mértékben létezett olyan Orphikus hagyomány, amely ezeket az elemeket tartalmazta, nyílt viták tárgyát képezi.
Az egyetlen antik forrás, amely kifejezetten összekapcsolja a sparagmos-t és az antropogóniát, a 6. századi neoplatonista Olympiodorus, aki egy öngyilkosság ellen szóló érvelés részeként azt állítja, hogy az öngyilkosság "tiltott", mert az emberi testekben isteni Dionüszoszi elem található. Elmagyarázza, hogy az Orphikus hagyomány szerint, miután a Titánok feldarabolták és megették Dionüszoszt, Zeusz dühében "villámokkal sújtotta őket, és a belőlük felszálló füst szénje lett az anyag, amiből az emberek születtek", ami azt jelenti, hogy mivel a Titánok megették Dionüszosz húsát, az emberek egy része Dionüszoszból származik, és ezért az öngyilkosság "tiltott, mert testünk Dionüszoszé".
A 2. századi biográfus és esszéíró, Plutarkhosz, kapcsolatot teremt a sparagmos és a Titánok későbbi büntetése között, de nem említi az antropogóniát, Orpheuszt vagy az Orphizmust. "A hús evéséről" című esszéjében Plutarkhosz "történeteket mesél a Dionüszosz szenvedéseiről és feldarabolásáról, valamint a Titánok rá mért brutális támadásairól, és azok büntetéséről, hogy megkóstolták a vérét".
Egyéb források is bizonyítékot szolgáltatnak arra, hogy az antropogónia a történet része volt Olympiodorus előtt. Az 5. századi neoplatonista Proclus azt írja, hogy Orpheusz szerint három emberi faj létezett, és a legutolsó a "Titáni faj", amelyet "Zeusz formált [συστήσασθα] a Titánok végtagjaiból". Proclus említi az Orpheusznak tulajdonított "a Titánok mitológiai büntetését és minden halandó élőlény születését" is, összekapcsolva az emberiség születését a Titánok büntetésével, bár nem világos, hogy ez a büntetés a Dionüszosz feldarabolása vagy a Hésziódoszi Titánomachia után következik-e. Damascius, miután említi a Titánok "összeesküvését Dionüszosz ellen", elmondja, hogy "villámcsapások, bilincsek és [különböző alsóbb világokba való] leszállások" azok a három büntetés, amelyeket a Titánok állítólag szenvedtek el, majd kijelenti, hogy az emberek "a Titánok darabjaiból" lettek "teremtve", és "halott testeik" "maguk emberekké váltak". Korábbi források is utalnak erre az elképzelésre: az 1. századi író, Dio Chrysostom azt írja, hogy az emberek "a Titánok véréből származnak", míg az Orphikus Himnuszok a Titánokat "az őseink elődeinek" nevezik.
Korábbi utalások a mítoszra valószínűleg Pindarosz, Platón és Platón tanítványa, Xenokratész műveiben találhatók. Egy, Pindarosztól származó vers töredéke említi, hogy Persephone "a régi bűnért járó büntetést" fogad el a halottaktól, ami lehet utalás arra, hogy az emberek örökölték a Titánok Dionüszosz meggyilkolásáért vállalt felelősségét. Platón, amikor azokat a fázisokat írja le, amelyek során a férfiak túlzott szabadság miatt a törvény iránti tisztelettelenségből törvénytelenségre jutnak, leírja az utolsó fázist, ahol "az emberek a történetek Titánjainak jellemét mutatják és reprodukálják". Ezt a platóni részt gyakran az antropogóniára vonatkozó utalásként értelmezik, de nem világos, hogy Platón szerint az emberek "megmutatják és reprodukálják" ezt a törvénytelen jellemet-e a Titán örökségük miatt vagy egyszerű utánzásként. Xenokratész utalása a Titánokra (és talán Dionüszoszra), hogy magyarázza Platón "őrzés" (φρούρα) szavának használatát, szintén lehetséges bizonyítéknak tekinthető arra, hogy a mítosz elő-hellenisztikus eredetű.

## A populáris kultúrában
Zagreusz a 2020-as Hades című videójáték főszereplője. A játékban Zagreusz Hadész fia, aki megpróbál megszökni az alvilágból, hogy megtalálja édesanyját, Perszephónét, aki a születése után rögtön eltűnt, és megtudja, miért hagyta el őt.